# Frozen Planet
Frozen Planet és una sèrie de documentals britànics de 2011 coproduida per la BBC, Discovery Channel, Antena 3 Televisión i Open University. L'equip de producció, que inclou al productor executiu Alastair Fothergill i a la productora Vanessa Berlowitz, van ser els encarregats de les sèries The Blue Planet (2001) i Planet Earth (2006). Està narrada per David Attenborough en la versió original. La sèrie de set capítols es centra en comportament animal (óssos polars, llops, balenes i pingüins) i el medi ambient de l'Àrtic i l'Antàrtida. Per a la documentació es van necessitar quatre anys de gravacions en les que es van aconsseguir imatges dels canvis naturals dels pols durant les quatre estacons de l'any, a més de documentar el dany ecològic que pateix el planeta per l'escalfament global. Les imatges es van poder recollir gràcies a la col·laboració d'equips de científics i militars.
La bona acollida de la sèrie documental va fer que s'estrenés una segona part, Frozen Planet II, estrenada l'any 2022.